# Dyskografia Joany Zimmer
Dyskografia niemieckiej wokalistki muzyki pop Joany Zimmer.
Joana Zimmer w wieku 15 lat zaczęła szkolić głos w chórach berlińskich oraz występować w niemieckich klubach jazzowych. W 1999 roku wydała swój pierwszy album koncertowy zatytułowany Pieces of Dream, który nie odniósł sukcesu komercyjnego w żadnym z krajów niemieckojęzycznych. W 2004 roku, po podpisaniu kontraktu z wytwórnią Universal Music, artystka udała się do Szwecji, by w studiu LaCarr Studios nagrać swój pierwszy studyjny album „My Innermost” (2005). Za sprawą utworu „I Believe (Give a Little Bit)”, który jest coverem kompozycji oryginalnie wydanej przez Marcellę Detroit, artystka zyskała sławę w krajach niemieckojęzycznych, w Szwecji oraz we Francji. Album wydany w 2005 roku uzyskał status złotej płyty w Niemczech, a debiutancki singiel stał się najbardziej dochodowym utworem w dotychczasowej karierze wokalistki.
W 2006 roku piosenkarka powróciła z albumem The Voice in Me. Drugi singel promujący album „If It’s Too Late” stał się pierwszym, który nie zadebiutował na żadnym z oficjalnych notowań. Trzeci studyjny album Showtime (2008) nie zyskał komercyjnego sukcesu. W roku 2010 Zimmer planowała swój powrót do muzyki popularnej za sprawą czwartego studyjnego albumu Miss JZ. Pomimo światowego sztabu produkcyjnego, w skład którego wchodzili Toby Gad oraz Maria Christensen, ani album, ani promujący go singiel, nie zajął pozycji na żadnym z oficjalnych notowań Niemiec. 25 grudnia 2011 roku miał premierę świąteczny utwór artystki „Our Holiday”, nagrany zarówno w języku angielskim, jak i niemieckim.
10 lutego 2012 roku do sklepów internetowych trafił pierwszy singel artystki „Everything I Do (I Do It For You)” z piątego studyjnego albumu Not Looking Back (2012). Utwór jest coverem kompozycji Bryna Adamsa o tym samym tytule.

## Albumy studyjne
| My Innermost                                        | - Wydany: 23 maja 2005 - Wytwórnia: Universal Music - Format: CD, digital download    | 5  | 25 | 13 | - GER: Złoto |
| The Voice in Me                                     | - Wydany: 29 grudnia 2006 - Wytwórnia: Universal Music - Format: CD, digital download | 22 | 51 | 25 |              |
| Showtime                                            | - Wydany: 30 maja 2008 - Wytwórnia: Universal Music - Format: CD, digital download    | –  | –  | –  |              |
| Miss JZ                                             | - Wydany: 25 czerwca 2010 - Wytwórnia: Edel - Format: CD, digital download            | –  | –  | –  |              |
| Not Looking Back                                    | - Wydany: 9 marca 2012 - Wytwórnia: Edel - Format: CD, digital download               | –  | –  | –  |              |
| „–” album nie był notowany, bądź nie został wydany. |                                                                                       |    |    |    |              |

### Albumy koncertowe
| Pieces of Dream                                     | - Wydany: 1999 - Format: CD | – | – | – |  |
| „–” album nie był notowany, bądź nie został wydany. |                             |   |   |   |  |

## Single
| „I Believe (Give a Little Bit)”                       | 2005 | 2  | 6  | 33 | 13 | - GER: Złoto | My Innermost                  |
| „I’ve Learned to Walk Alone”                          | 2005 | 31 | 72 | –  | –  |              | My Innermost                  |
| „Let’s Make History” (featuring David Bisbal)         | 2005 | 53 | –  | –  | 45 |              | My Innermost (Deluxe Edition) |
| „Bringing Down the Moon”                              | 2006 | 46 | –  | –  | 44 |              | The Voice in Me               |
| „If It’s Too Late”                                    | 2007 | –  | –  | –  | –  |              | The Voice in Me               |
| „Till You’re Gone”                                    | 2010 | –  | –  | –  | –  |              | Miss JZ                       |
| „Move Ya Body” (featuring Double-A)                   | 2010 | –  | –  | –  | –  |              | Miss JZ                       |
| „Love Don’t Have a Pulse”                             | 2011 | –  | –  | –  | –  |              | Miss JZ                       |
| „Tempted by Your Touch”                               | 2011 | –  | –  | –  | –  |              | Miss JZ                       |
| „Everything I Do (I Do It For You)”                   | 2012 | –  | –  | –  | –  |              | Not Looking Back              |
| „–” singiel nie był notowany, bądź nie został wydany. |      |    |    |    |    |              |                               |

### Utwory promocyjne
| „Sign Your Name”                                    | 2008 | – | – | – | – |                  | Showtime |
| „Our Holiday”                                       | 2011 | – | – | – | – | Not Looking Back | –        |
| „–” album nie był notowany, bądź nie został wydany. |      |   |   |   |   |                  |          |

## Strony B
| Piosenka                            | Rok  | Singel                       |
| ----------------------------------- | ---- | ---------------------------- |
| „Any Other Day”                     | 2005 | „I Believe”                  |
| „In The End”                        | 2005 | „I’ve Learned To Walk Alone” |
| „Die Luftbrücke”                    | 2005 | „Let’s Make History”         |
| „What a Wanderfull World”           | 2005 | „Let’s Make History”         |
| „I Believe (Glam as You Radio Cut)” | 2005 | „Let’s Make History”         |
| „This is my Life”                   | 2006 | „Bringing Down The Moon”     |
| „Strangst Thing”                    | 2007 | „If It’s Too Late”           |

## Teledyski
| Tytuł                            | Rok  |
| -------------------------------- | ---- |
| „I Believe (Give a Little Bit)!” | 2005 |
| „I’ve Learned To Walk Alone”     | 2005 |
| „Let’s Make History”             | 2005 |
| „Bringing Down the Moon”         | 2006 |
| „Sign Your Name”                 | 2008 |
| „Till You’re Gone”               | 2010 |

## Soundtracki
| Piosenka                 | Rok  | Tytuł filmu       | Album           |
| ------------------------ | ---- | ----------------- | --------------- |
| „Bringing Down the Moon” | 2007 | Rote Rosen        | The Voice in Me |
| „This is the Life”       | 2007 | Rote Rosen        | The Voice in Me |
| „Lost in the Crowd”      | 2010 | Lost in the Crowd | Miss JZ         |